# Radio Homburg
Radio Homburg ist ein privater Hörfunksender, der aus dem saarländischen Homburg sendet.
Radio Homburg ist Teil der lokalen Hörfunkkette The Radio Group. Geschäftsführer ist Antonio Gallucci. Empfangen werden kann Radio Homburg auf der UKW-Frequenz 89,6 MHz und über Internet. Auch ist eine Einspeisung ins Kabelnetz geplant.

## Programm
Betreiber ist die G & G Medien Saarpfalz GmbH. Der Fokus im Programm von Radio Homburg liegt auf regionalen Themen aus den Bereichen Politik, Wirtschaft, Gesellschaft, Kultur, Bildung und Sport. Halbstündlich wird das Programm durch Nachrichten aus der Region, dem Saarland, Deutschland und der Welt sowie halbstündlichen lokalen Wetter- und Verkehrsmeldungen ergänzt. In den Sendezeiten am Mittag und frühen Nachmittag liegt der Sendeschwerpunkt auf dem Musikprogramm, das überwiegend aus einer Mixtur aus aktuellen Charts und populären Pop- und Rock-Hits aus den letzten 4 Jahrzehnten besteht. Der Sender sendet ein tägliches Liveprogramm zwischen 5:30 Uhr und 18 Uhr aus dem Funkhaus in der Homburger Eisenbahnstraße. Zu den täglichen Moderatoren gehören Annabelle Kopp, Robert Roth und Nina Dörrenbächer.

## Empfang
Das Programm ist über UKW 89,6 MHz mit 1.000 Watt ERP zu empfangen. Empfangsgebiet ist die Stadt Homburg und das nähere Umland. Ein Livestream wird auf der Homepage des Senders angeboten.